# Револьвер Гольтякова
Револьвер Гольтякова 1866 г. — капсюльный револьвер производства тульской фабрики Николая Гольтякова.

## История
Потомственный тульский оружейник Николай Гольтяков на своей оружейной фабрике изготавливал в середине XIX века различные модели револьверов, в том числе подражания иностранным системам, в частности револьверам Кольта. Револьвер, представлявший собой подражание системе Адамса, по некоторым данным, также выпускался на фабрике Гольтякова. В то же время, описанный револьвер имеет на стволе надпись «Петр Гольтяков, в Туле» . Из этого можно сделать вывод, что либо Петр Гольтяков работал мастером на фабрике Николая Гольтякова (возможно, они были родственниками), либо информация о производстве данных револьверов на фабрике Н. Гольтякова является ошибочной.
Револьвер Гольтякова был представлен в 1866 году военному ведомству, и, будучи рассмотрен Оружейной комиссией, был признан лучшим среди русских и иностранных образцов и рекомендован для продажи офицерам. В 1868 году Гольтяков получил привилегию на изготовление револьверов от Департамента торговли и мануфактур, с правом продажи по всей России. Более дешёвый, нежели импортные аналоги, револьвер пользовался большим спросом среди офицеров. Известно, что в 1869 году фабрика Гольтякова изготовила 70 револьверов по 15,5 рублей за штуку.

## Конструкция
Револьвер .44 калибра, пятизарядный, с цельной замкнутой стальной рамкой, зарядный рычаг отсутствует. Возможно функцию запрессовки пуль в барабан выполняла быстросъёмная ось барабана, фиксировавшаяся пластинчатой пружиной, либо же пули удерживались с помощью пыжей. Ударно-спусковой механизм самовзводный, курок не имеет спицы.
Револьвер в целом представляет собой подражание британским револьверам Дина-Адамса, но с некоторыми отличиями. В частности, ствол револьвера Гольтякова изготавливался отдельно от рамки, ввинчивался в неё с натягом, после чего гранился. Такая конструкция была технологичнее и дешевле в производстве, кроме того, не затрагивала патента Адамса на конструкцию рамки.